# Regno di Thaton
Il Regno di Thaton detto anche di Thuwunnabumi (in birmano: သထုံခေတ်, trascrizione IPA /θətʰòʊɴ kʰɪʔ/ o သုဝဏ္ဏဘူမိ, trascr. IPA /θṵwəna̰ bʊ̀mḭ/) fu un antico Stato fondato dal popolo mon nell'odierna Bassa Birmania. Esistono pochi riferimenti storici che lo riguardano ed è stato ipotizzato che sia stato fondato nel IX secolo d.C. con capitale a Thaton, che è oggi una cittadina dello Stato Mon birmano. Nell'XI secolo dovette fronteggiare l'espansione ad ovest dell'Impero Khmer, ma fu conquistato dall'emergente Regno di Pagan nel 1057.

## Etimologia
La tradizione mon assegna al regno il nome Suvannabhumi (in birmano: သုဝဏ္ဏဘူမိ, letteralmente: terra dell'oro), che fu assegnato anche a una delle città-Stato del vicino regno confederato di Dvaravati situata nei pressi dell'odierna Suphanburi, in Thailandia Centrale. Lo stesso nome era stato usato in India fin dal VI secolo a.C., ai tempi del Gautama Buddha. È stato ipotizzato che Thaton sia la storpiatura in lingua birmana del termine mon Sadhuim, derivato dal pali Sudhammapura e Sudharma, il luogo dove si teneva il convegno delle divinità indiane.

## Storia
La scarsità di fonti storiche e le sensibili divergenze tra le ipotesi avanzate su Thaton, rendono difficile individuare sia l'anno di fondazione sia gli eventi che ebbero luogo durante gli anni di indipendenza del regno.

### Fondazione
Secondo la tradizione mon, il Regno di Thaton fu fondato nel VI secolo a.C., si succedettero sul trono 59 sovrani e la città di Pegu, che nel XIV secolo sarebbe diventata la capitale storica del Regno mon di Hanthawaddy, fu fondata nel 573. Un'altra ipotesi fissa la data di fondazione del regno nel IX secolo e quella di Pegu nell'825. La prima menzione di Pegu negli annali birmani del Regno di Pagan risale al 1266.
La capitale Thaton era in origine un porto molto attivo del golfo di Martaban, e fu un centro di intensi scambi commerciali con l'India meridionale e Ceylon, l'odierna Sri Lanka. I cambiamenti geologici dei secoli successivi hanno modificato le coste del golfo ed attualmente la città si trova a circa 12 km dal mare. Si presume che sia stato il primo regno costituito dai mon nella Bassa Birmania. È stata attribuita a Thaton l'introduzione nella regione del Buddhismo Theravada. Alcuni studiosi sostengono che manoscritti buddhisti provenienti da Ceylon furono tradotti nell'antico mon attorno al 400, ipotesi confutata da altri storici. Iscrizioni risalenti al V secolo venute alla luce nella Bassa Birmania confermano l'esistenza nella zona del Buddhismo Theravada già a quel tempo.

### Caduta del regno
Il regno di Thaton venne conquistato il 17 maggio del 1057 dall'esercito del Regno di Pagan. Il casus belli fu il rifiuto di Manuha, l'ultimo sovrano di Thaton, di consegnare il canone pāli richiesto da Anawrahta, l'eroe dell'etnia bamar che per primo unificò il paese sotto la bandiera del Regno di Pagan. Re Anawratha si era convertito poco tempo prima al Buddhismo Theravada diffuso nella regione dai mon e dai pyu. Dopo tale rifiuto ordinò l'attacco alla capitale mon che capitolò il 17 maggio 1057 dopo 3 mesi di assedio. La città fu saccheggiata ed il re Manuha fu fatto prigioniero e portato a Pagan.

### Conseguenze
Nei decenni seguenti, la cultura mon fu alla base della civilizzazione di Pagan, tra il 1050 ed il 1085 fu affidata principalmente ad artigiani ed architetti mon l'erezione di circa 2.000 templi che diedero lustro a Pagan, molti dei quali sono tuttora esistenti e competono in bellezza con quelli di Angkor, l'antica capitale dell'Impero Khmer. L'alfabeto mon ispirò la creazione di quello birmano, come confermano ritrovamenti archeologici risalenti al 1058.
Recenti interpretazioni della storia birmana relativa all'XI secolo, ritengono che l'influenza attribuita ai mon di Thaton sia stata esagerata e che il loro regno non fosse indipendente prima della conquista da parte di Pagan. Tali fonti affermano che i territori di Thaton erano compresi tra le rive del mare delle Andamane e quelle del delta dell'Irrawaddy, la cui sedimentazione ha spostato al largo la costa marina al ritmo di 3 miglia ogni secolo, e che gli esigui territori coltivabili di quel tempo non potevano fornire sostentamento alla pur modesta popolazione di Thaton. La conquista da parte dell'esercito di Anawratha, permise a Pagan di sostituire Thaton nei traffici internazionali con l'India e con Ceylon, roccaforte del Buddhismo Theravada, e di bloccare l'avanzata dei khmer nella regione costiera del Tenasserim.
I mon dovettero aspettare fino al 1287 per riottenere l'indipendenza dai birmani, quando il re Wareru fondò quello che sarebbe stato chiamato il Regno di Hanthawaddy, approfittando della sottomissione del Regno di Pagan ai mongoli di Kublai Khan. Thaton nel frattempo aveva perso importanza e le nuove capitali mon furono Martaban e Hanthawaddy, l'odierna Pegu. Le ribellioni mon e i loro conflitti contro l'etnia dominante birmana avrebbero caratterizzato la storia del paese in tutti i secoli successivi.

## Arte

### Architettura
L'antica Thaton si trova nella zona nord di quella moderna ed i pochi resti archeologici sono nascosti tra le nuove abitazioni. La pianta dell'antica città era rettangolare e circondata da mura. Il palazzo reale si trovava nel mezzo e misurava 329 metri x 351. Tra il palazzo e le mura a sud sorgevano due pagode, la più grande delle quali era quella di Shwezayan, costruita probabilmente nel V secolo. Quella esistente oggi è una delle molte ricostruzioni della pagoda fatte nei secoli successivi. Nel cortile vi sono iscrizioni in pietra dell'XI secolo nella lingua mon antica.
Tra i vari edifici religiosi costruiti dai mon di Thaton vi era la pagoda Shwemawdaw di Pegu, eretta nel X secolo. Più volte distrutta da terremoti e sempre ricostruita, secondo la tradizione mon conserva tuttora due capelli e due denti di Buddha. L'edificio originale misurava 21 metri, mentre quello odierno raggiunge i 114 metri ed è la più alta pagoda del paese.

### Scultura
Le poche sculture di cui esistano attualmente tracce sono state eseguite con stili e soggetti diversi tra loro. Le divinità rappresentate sono buddhiste, hinduiste o animiste. Alcune sculture induiste risalenti al IX / X secolo furono portate in un museo di Yangon che venne distrutto dai giapponesi nella seconda guerra mondiale, ed oggi ne rimangono solo frammenti e fotografie. Lo stile adottato in tali statue era caratteristico della scultura dei pyu.
All'interno della pagoda Shwezayan vi sono statue che risalgono al X / XI secolo. Una rappresenta Buddha in piedi nella posizione varadamudra, con una mano che benedice e l'altra che impartisce insegnamenti, e alle sue spalle vi sono due hamsa, uccelli acquatici sacri nella tradizione buddhista e simbolo dei mon. Il tempio Kalyani Sima, che si trova di fronte alla pagoda ed è consacrato all'ordinazione dei monaci (Pabbajja), reca dei bassorilievi riguardanti la vita di Buddha risalenti all'XI o XIII secolo.